# The Tip-Off (film 1915)
The Tip-Off è un cortometraggio muto del 1915 diretto da T. Hayes Hunter.

## Produzione
Il film fu prodotto dalla Balboa Amusement Producing Company

## Distribuzione
Distribuito dalla Pathé Exchange, il film - un cortometraggio in tre bobine - uscì nelle sale cinematografiche statunitensi nel gennaio 1915.